# Onykia aequatorialis
Onykia aequatorialis is een inktvissensoort uit de familie van de Onychoteuthidae. De wetenschappelijke naam van de soort is voor het eerst geldig gepubliceerd in 1920 door Theile.